# Ray Abrams (animador)
Ray Abrams (Salt Lake City, Utah, 19 de abril de 1906 — 4 de junio de 1981, Los Ángeles, California) fue un animador y director estadounidense.
Alrededor de 1930, Abrams se unió a la MGM Studios, donde él era un animador.
Entre 1953 y 1955, trabajó brevemente en el estudio de Walter Lantz Productions en "Woody Woodpecker" y "Chilly Willy".